# Semnopithecus hector
Semnopithecus hector  (лат.) — вид обезьян семейства мартышковых отряда приматов.
Телосложение тонкое, хвост длинный. Окрас меха беловато-жёлтый, спина, руки, колени и хвост тёмные. Лицо тёмное и голое.
Вид распространён в Бутане, Индии, Непале. Он встречается в разных местах обитания, таких как влажные лиственные леса, дубовые леса на высоте от 150 до 1600 метров над уровнем моря. Иногда питается в садах и на посевах.
Это дневной, листоядный вид, который живёт как на деревьях, так и на земле группами, состоящими из нескольких самцов и нескольких самок. Кроме того ест фрукты, почки и другие части растений.
Главными угрозами являются горнодобывающая промышленность, сбор и производство дров и древесного угля, распределение земли (переселение) для безземельных людей. Потеря среды обитания, урбанизация и гибель от электрического тока линий электропередач. Этот вид занесён в Приложение I СИТЕС.